# Hrynczuki
Hrynczuki (ukr. Гринчуки) – wieś na Ukrainie w rejonie lwowskim (wcześniej w rejonie żółkiewskim) obwodu lwowskiego.